# Lijst van voetbalinterlands Amerikaans-Samoa - Fiji
Deze lijst van voetbalinterlands is een overzicht van alle officiële voetbalwedstrijden tussen de nationale teams van Amerikaans-Samoa en Fiji. De landen hebben tot op heden vier keer tegen elkaar gespeeld. De eerste ontmoeting, een kwalificatiewedstrijd voor het Wereldkampioenschap voetbal 2002, werd gespeeld in Coffs Harbour (Australië) op 7 april 2001. Het laatste duel, een groepswedstrijd tijdens de Pacific Games 2019, vond plaats op 9 juli 2019 in Apia (Samoa).

## Wedstrijden
| № | Plaats        | Datum            | Competitie           | Wedstrijd               | Uitslag |
| - | ------------- | ---------------- | -------------------- | ----------------------- | ------- |
| 1 | Coffs Harbour | 7 april 2001     | WK 2002 kwalificatie | Fiji – Amerikaans-Samoa | 13 – 0  |
| 2 | Apia          | 15 mei 2004      | WK 2006 kwalificatie | Fiji – Amerikaans-Samoa | 11 – 0  |
| 3 | Ba            | 27 augustus 2015 | Vriendschappelijk    | Fiji − Amerikaans-Samoa | 6 − 0   |
| 4 | Apia          | 9 juli 2019      | Pacific Games 2019   | Amerikaans-Samoa − Fiji | 0 − 9   |

## Samenvatting
| Competitie        | Totaal gespeeld | Winst Am.-Samoa | Gelijk | Winst Fiji | Doelsaldo Am.-Samoa – Fiji |
| ----------------- | --------------- | --------------- | ------ | ---------- | -------------------------- |
| WK-kwalificatie   | 2               | 0               | 0      | 2          | 0 − 24                     |
| Pacific Games     | 1               | 0               | 0      | 1          | 0 − 9                      |
| Vriendschappelijk | 1               | 0               | 0      | 1          | 0 − 6                      |
| Totaal            | 4               | 0               | 0      | 4          | 0 − 39                     |